# Фелікс Реда
Фелікс Реда (нім. Felix Reda; при народженні Юлія Реда, нім. Julia Reda; нар. 30 листопада 1986, Бонн) — німецький політичний діяч, депутат Європейського парламенту від Німеччини, член Піратської партії Німеччини, частини фракції «Зелені — Європейський вільний альянс» (Зелені-ЕСА) і її віцепрезидент у 2014 — 2019 року. Був президентом Молодих піратів Європи у 2014 — 2015 роках.

## Політична кар'єра
У 16 років Реда став членом лівоцентристської Соціал-демократичної партії Німеччини. Він вивчав політику й публіцистику у Майнцькому університеті, у 2009 році став брати активну участь в житті національної Піратської партії, а у 2010—2012 роках був головою Молодих піратів (Junge Piraten). У 2013 році Реда став одним із творців Молодих піратів Європи, а в січні 2014 року очолив список кандидатів на вибори до Європейського парламенту від Піратської партії Німеччини, яка згодом отримала там одне місце.
У Європейському парламенті Реда приєднався до фракції Зелених-ЕСА. Він був членом Комітету Європарламенту з правових питань та заступником у Комітеті з питань внутрішнього ринку та захисту прав споживачів і в Комітеті з розгляду петицій. Він також був представником керівника парламентської групи з цифрових питань — форуму депутатів Європарламенту, які зацікавлені у цифрових питаннях.
Європейське видання англомовного політичного журналу Politico 2016 року поставило Реду на 37-ме місце серед 40 значних членів Європарламенту.

## Реформа авторського права
Реда заявив, що має намір зосередитися на реформі авторського права із законодавчої точки зору.
У листопаді 2014 він був призначений доповідачем Парламентської огляду Директиви про авторське право 2001 року. У його проєкті доповіді, серед іншого, рекомендувалося вжити заходів щодо уніфікації авторського права в масштабах всього ЄС, скорочення тривалості його строку, допустити значні виключення в освітніх цілях і зміцнити позицію авторів щодо видавців.
Реакція зацікавлених сторін була неоднозначна: німецька художня коаліція Initiative Urheberrecht загалом схвалила проєкт, а французьке колективне товариство SACD заявляло, що він «неприйнятний»; письменник і активіст лібералізації системи авторських прав Корі Докторов назвав ці пропозиції «на диво розумними», тоді як колишній депутат Європарламенту від Піратської партії Швеції Амелія Андерсдоттер критикувала їх, як занадто консервативні.
У 2015 році проєкт було прийнято Комітетом з правових питань, але з поправкою про обмеження свободи панорами в Європі. Реда різко виступав проти цього, проте пізніше поправка була прийнята пленарним засіданням Європарламенту.

## Особисте життя
26 січня 2022 року Реда оголосив про свою трансгендерність та зміну імені на чоловіче Фелікс.